# تحصين الإدارة
تحصين الإدارة هي فرضية وضعت لحماية الشركات من الاستيلاء. وقد بزغت هذه الفكرة في ثمانينيات القرن العشرين عند ما تعرضت العديد من الشركات للاستيلاء العدائي، وبدأت العديد من الشركات بالتخطيط لحماية أنفسهم من التعرض لهذا الاستيلاء.

## تحصينالإدارةفي حوكمة الشركات
ترتبط حوكمة الشركات ارتباطًا وثيقًا بتحصين الإدارة، من حيث، وفقًا لمفهوم حوكمة الشركات، كيفية تطبيق تحصين الإدارة.
وحاليًا، توجد العديد من المقالات والموضوعات التي تتحدث عن كيفية ممارسة تحصين الإدارة بشكلٍ صحيح، دون المساس بحقوق حاملي الأسهم، بل وعدم إيذائهم أو التعرض لحقوقهم، عندما يكون لمجلس الإدارة الحق، مثلاً، في اتخاذ قرارات تخص الشركة في أمور معينة تتعلق بحماية المؤسسة من الاستيلاء العدائي عليها. ومع ذلك، فإن هذا النوع من حوكمة الشركات قد يؤثر بشكلٍ واضحٍ على أسعار الأسهم، مما يجعل عملية تحصين الإدارة مفهومًا يصعب تحقيقه. بالإضافة إلى حوكمة الشركات، يتطلب تحصين الإدارة الكثير من البحث والإدارة الجيدة من سوق الشركات.